# Poli Díaz
Policarpo „Poli“ Díaz Arévalo (* 21. November 1967 in Madrid) ist ein ehemaliger spanischer Profiboxer im Leichtgewicht. Er war spanischer Meister, Europameister der EBU und WM-Herausforderer der Verbände WBA, WBC und IBF. ESPABOX wählte ihn 1986, 1988, 1989 und 1990 jeweils zu „Spaniens Boxer des Jahres“.

## Amateurkarriere
Poli Díaz gewann als Amateur 59 von 61 Kämpfen und wurde 1984 spanischer Meister im Federgewicht.

## Profikarriere
Ab 1986 boxte er als Profi und gewann noch im selben Jahr den spanischen Meistertitel im Leichtgewicht, den er sechsmal verteidigte. Am 30. November 1988 gewann er im italienischen Chiavari den vakanten EBU-Europameistertitel im Leichtgewicht durch einen K.-o.-Sieg gegen Luca De Lorenzi. Bis September 1990 verteidigte er den Titel gegen Gert Bo Jacobsen, Steve Boyle, Lino Becchetti, Stefano Cassi, Carlos Rodríguez und zweimal gegen Alain Simoes.
In 32 Kämpfen ungeschlagen, boxte er am 27. Juli 1991 in der Scope-Arena von Norfolk um die WM-Titel der WBA, WBC und IBF, unterlag dabei jedoch nach Punkten gegen den Titelträger Pernell Whitaker. Nach 14 weiteren Kämpfen mit 12 Siegen, beendete er seine Karriere im März 2001.